# Martin Nørresø
Martin Nielsen Nørresø (født 23. januar 1860 i Viborg, død 27. januar 1933 på Frederiksberg) var en dansk officer.
Nørresø var søn af tømmerpladsbestyrer N.C. Nielsen og hustru f. Poulsen. Han blev sekondløjtnant 1879, premierløjtnant 1883, kaptajn 1894, oberstløjtnant 1907, oberst 1908 og generaltøjmester og chef for Hærens Tekniske Korps, der var oprettet som følge af forsvarsforliget 1909. 1923 blev han generalmajor. Han var tilforordnet Forsvarskommissionen 1902-08 og medlem af Patentkommissionen 1928. Han blev Ridder af Dannebrog 1901, Dannebrogsmand 1903, Kommandør af 2. grad 1911 og Kommandør af 1. grad 1919. 1931 fik han Fortjenstmedaljen i guld.
Han var formand for Foreningen af Officerer uden for aktiv Tjeneste 1925, æresmedlem af Motorordonnanskorpset 1928 og æresøverste i selskabet De danske Forsvarsbrødre samme år.
Han var gift med Sofie Caroline Christine N., født 23. april i Næstved, datter af sognepræst F.R.D. Kragerop (død 1881) og hustru f. Jørgensen (død 1888).
Han er begravet på Solbjerg Parkkirkegård. Der findes et maleri af Cilio Jensen 1925, bekostet af arbejderne ved Hærens tekniske Korps.